# Erephognathus
Erephognathus is een geslacht van kevers uit de familie van de loopkevers (Carabidae). De wetenschappelijke naam van het geslacht is voor het eerst geldig gepubliceerd in 1932 door Alluaud.

## Soorten
Het geslacht Erephognathus omvat de volgende soorten:
- Erephognathus coerulescens (Fairmaire, 1903)
- Erephognathus margarithrix Alluaud, 1936